# Nikaroj
Nikaroj (rusky Никарой, čečensky Никара) je bývalý aul a horská pevnost v okrese Galan-Čož v Čečenské autonomní republice Ruské federace.

## Geografie
Pevnost Nikaroj se nachází v severovýchodní oblasti Velkého Kavkazu, na jihozápadě Čečenska. Sídlo bylo vybudováno na těžko přístupném skalnímu masívu v nadmořské výšce 1800 metrů mezi dvěma rameny řeky Nikaroj-Achk (čečensky Никарой-Ахк) nedaleko jejích pramenů (řeka náleží do povodí řeky Argun). Na východ od Nikaroje se nacházela obec Bara, na jihu Bušni a Otti, na západě Očaki a na severu Chajbach a Chiloj.

## Historie

### Vznik a původ názvu
Nikaroj byl vybudován jako sídlo rodu Nika, který přináležel k tukchumu Terloj. Některé zdroje uvádějí, že původ toponyma by mohl souviset s gruzínským výrazem nik1ora - běločelý, případně s tádžickým slovem nigora - krasavice.

### Nejstarší historie
Na území obce je místo, zvané Merkan nenie, kde stával chrám, zasvěcený bohyni Matce Zemi (v čečenštině jsou známa jména Ки-бела, Гера, Тушоли). Slavnost Merkan Nana (bohyně Matka Země), spojená s kultovními obřady, se zde každoročně konala na jaře, kdy se probouzela příroda (březen - duben). Pro slavnost byla vždy vybrána nejhezčí dívka z aulu, jejíž slavnostní oblečení bylo doplněno věncem z lučního kvítí, který musely v noci za svitu luny uplést ostatní dívky z vesnice. Tato vybraná dívka, která se ujala role bohyně Merkan Nana , šla v čele procesí a na provaze vedla mladou jalovici, ozdobenou pentlemi a ověšenou řetězem, jehož konec se vlekl po zemi a zvonil na kamenité cestě. Za zpěvu oslavných písní na počest místních božstev ji s dalšími obětinami - vínem, chlebem a sýrem - následovali všichni obyvatelé obce do chrámu. Zástup v čele s knězem třikrát obešel chrám, kněz poté obětoval mladou jalovici a krví zvířete udělal každému z přítomných na čele značku, čímž byla stvrzena vzájemná pospolitost místních obyvatel.
Podobné slavnosti probíhaly i na jiných místech Kavkazu - v Čečensku v oblasti Čanti, Majsta, Malchista, Childecha a Terla, v gruzínské Chevsuretii, Tušetii a Pšavii a v Ingušsku na březích řeky Assy.

### Sovětské období
V letech 1925 - 1944 byl Nikaroj jedním z 12 správních středisek v okrese Galan-Čož - střediskovou obcí Terlojevského venkovského osídlení (Терлоевское сельское поселение). V únoru roku 1944 z rozhodnutí nejvyššího sovětského vedení v čele s J. V. Stalinem a L. P. Berijou byli obyvatelé Nikaroje spolu s ostatními příslušníky čečenského a ingušského národa vystěhováni a deportováni do jiných republik Sovětského svazu. Návrat do Čečenska jim byl povolen až po roce 1956. Nesměli se však usídlit ve svých původních domovech, aul Nikaroj proto již nikdy nebyl obnoven.

## Pevnostní komplex

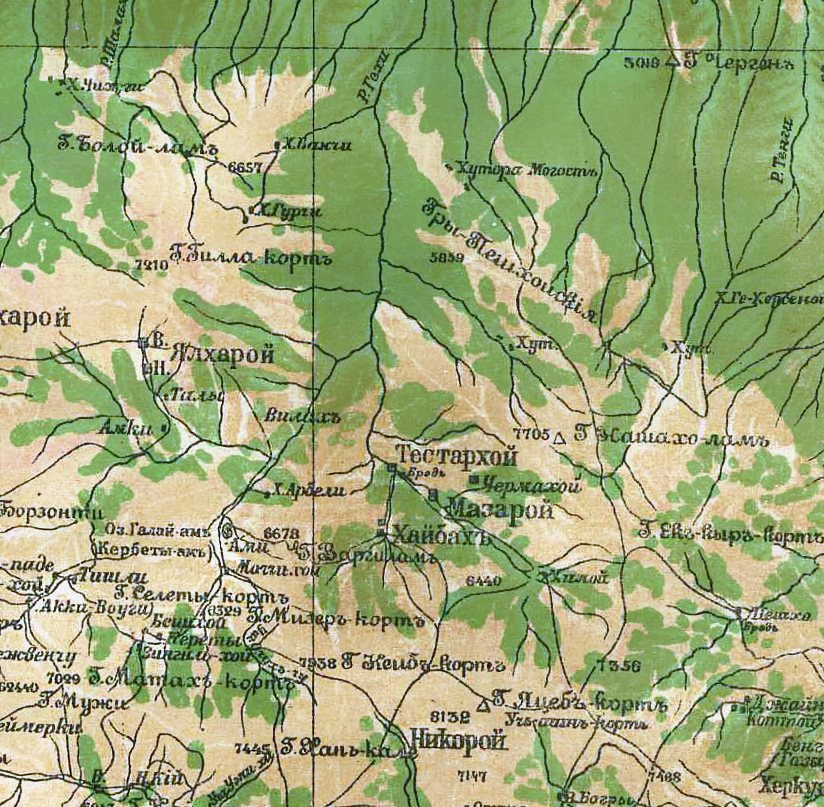
Nikaroj na historické mapě Kavkazské oblasti z roku 1877

### Památkové objekty
Nikaroj představuje rozsáhlý pevnostní a obytný komplex převážně ze 14. - 16. století. Některé budovy jsou mladší, například mešita byla přistavěna ke skalní stěně až v 19. století. Součástí aulu byly obytné věže: Chušpara (Хушпаран гӀала), věž Islamunova syna Itajna (Итайн Исламун гӀала), Isbjainova věž (Исбяин гӀала) a věž Borza (Борзин гӀала). Nejvýraznější stavbou pevnosti je 25 metrů vysoká pětipatrová knížecí obranná věž Elan bav (Элан бӀав).
Středem aulu protékal potok Nikarchojn erk (Никархойн эрк, tzn. říčka Nikarchojců). Na jižním okraji sídla bylo místní pohřebiště, zvané Никархойн кешнаш, tj. hřbitov Nikarchojců. K centrálnímu aulu s pevností přiléhaly ještě okrajové části sídelního komplexu: na západě to byla Gjujta (ГуьйтӀа), což znamená Na kopci, na jihu tzv. Dolní část - Pchaduchie (Пхьадухие). na severu pak místní části Куьштайхьа, Уокхар-босса a ГӀонг гӀайтӀа.

## Obnova okresu
Okres Galan-Čož, na jehož území leží zaniklá obec Nikaroj, byl oficiálně obnoven usnesením Parlamentu Čečenské republiky dne 18. října 2012. V souvislosti s tímto rozhodnutím se objevila řada iniciativ a průzkumných akcí, směřujících k záchraně dosud opomíjeného kulturního dědictví Čečenska.

### Vědecké expedice
Koncem října 2014 provedla průzkum nikarojského pevnostního komplexu skupina vědců z organizace "Неизвестная Чечня" v čele s historikem a etnologem Lečou Iljasovem, který Nikaroj navštěvoval již od roku 2005. Kromě stavu architektonických památek vědci věnovali pozornost i flóře a fauně v okolí Nikaroje a dalšího pevnostního komplexu Mocaroje (Моцарой). Hlavním cílem bylo zjistit, jaká opatření je třeba provést z hlediska záchrany či případné rekonstrukce pevnostního komplexu Nikaroj. Bylo rozhodnuto, že v tomto směru budou vědci spolupracovat s Argunským státním historickým a přírodovědným muzeem, aby mohl být do budoucna náležitě vypracován právní rámec ochrany mimořádných hodnot kulturního a historického dědictví vajnašského lidu.